# Лорика сегментата
Лори́ка сегмента́та (лат. lorica segmentata) — тип сегментованого (ламінарного) обладунку, панцир з поперечних металевих смуг (штаб), який уживався у Римській імперії з I ст. до н. е. до ІІІ ст. н. е. Сам термін «lorica segmentata» (від lorica — «лорика», «панцир», та segmentum — «частка», «сегмент») з'явився тільки у XVI ст. Давньоримська назва обладунку невідома: припускають, що римляни звали його lorica laminata («смуговий панцир»).

## Опис
Лорика сегментата складалася з широких залізних смуг (обхопних обручів), з'єднаних зсередини шкіряними ременями. Смуги були розташовані поперечно (горизонтально) на тілі, перекриваючи одна одну. Вони оточували торс з двох боків, закріпляючись з передньої і задньої частини. Верхня частина тіла і плечі захищалися додатковими смугами — наплічниками (птеругами), нагрудником і наспинником. Елементи, які з'єднували деталі (застібки, пряжки, кільця) робили з бронзи. Пізні варіанти лорика сегментата (І ст. н. е.) робили за спрощеною технологією: бронзові кільця замінили на прості заклепки, ремені — на гачки, замість двох поясних пластин стали робити одну широку.

## Історія

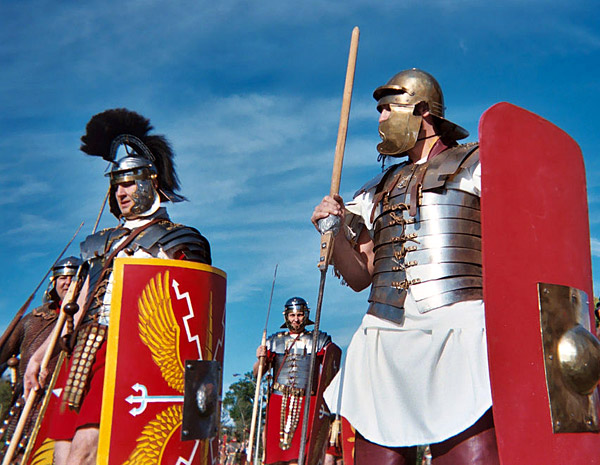
Воїни у лорика сегментата. Історична реконструкція у Нашвіллі, Теннессі

Час появи подібних обладунків у римлян точно невідомий, припускають, що лорика сегментата з'явилася у I ст. до н. е. Тривалий час вважали, що вони використовувалася виключно легіонерами — важкою римською піхотою, а вершники та ауксиліарії носили кольчуги (лорика гамата). Проте, археологічні знахідки показують використання такого панцира у місцевостях, де гарнізони складалися тільки з ауксиларіїв.

У ІІІ ст. н. е. з наданням всім перегринам (жителям Римської імперії) римського громадянства легіонери втратили свої привілеї. Це спричинило зникнення лорика сегментата, ймовірно, внаслідок її високої вартості і складнощів в обслуговуванні. Про відмову від технологічно складного обладунку пише Вегецій:
|  | Від заснування міста до часу божественного Граціана піше військо було озброєне і панцирами і шоломами. Але коли з появою недбалості і прагнення до неробства почали припиняти тренування в полі, то стали вважати, що зброя дуже важка, тому що воїни стали рідко її вдягати. Тому вояки стали вимагати від імператора спочатку від панцирів, а потім і від шоломів ... відмовитися. Але в зіткненні з готами, коли наші вояки йшли з незахищеними грудьми і (з відкритими) головами, вони не раз гинули, винищувані безліччю ворожих стрільців; і навіть після стількох поразок, які призвели до руйнування таких великих міст, ніхто не подбав повернути піхотинцям їхні панцирі або їхні шоломи... Так, відмовляючись від вправ і праці, вони з величезною для себе ганьбою знищуються, як стадо баранів. |

## Типи лорика сегментата
Протягом часу конструкція лорика сегментата зазнавали істотних змін. Наразі розрізнюють такі її типи.
- «Калькризький» тип (Kalkriese). Названий за горбом Калькризе поблизу міста Брамше у Німеччині, відомим археологічними знахідками. Зразки цього типу належать періоду 20 р. до н. е. — 50 р. н. е. Також цей тип іноді зовуть «Корбриджським А».
- «Корбриджський» тип (Corbridge), також відомий у деяких джерелах як «Корбриджський В». Отримав назву за ім'ям села Корбридж в Англії, розташованому на місці давньоримського військового поселення Корстопітум або Коріосопітум (Corstopitum, Coriosopitum). Лорика сегментата такого типу також знаходять у Керліоні (Уельс), Карнунті (Австрія), Карлайлі (Англія) та Леоні (Іспанія). Зразки датують періодом 40-120 р.р. н. е.
- «Ньюстідський» тип (Newstead). Отримав назву за ім'ям села Ньюстід в області Скоттіш-Бордерс (Велика Британія), яке вважають найдавнішим поселенням у Шотландії. На початку нашої ери там розташовувався римський військовий табір. Зразки належать періоду 120—250 р.р. н. е.
- Можливо, існував четвертий тип — лорика зі залізних смуг з лускатими наплічниками. Проте, єдиним свідченням його існування є сильно пошкоджена статуя в Алба-Юлія в Румунії.

## Галерея

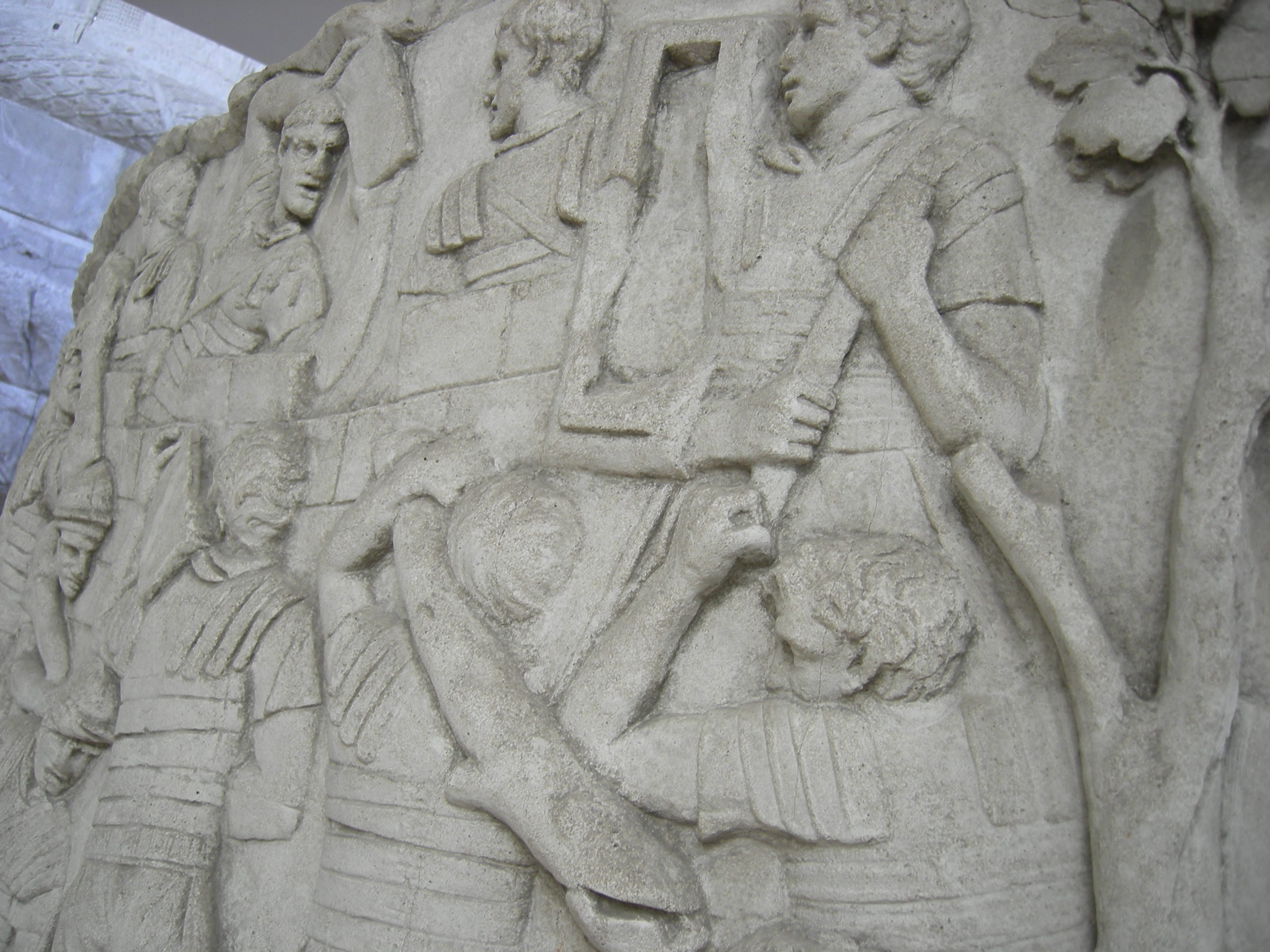
Воїни у лорика сегментата на рельєфі Колони Траяна
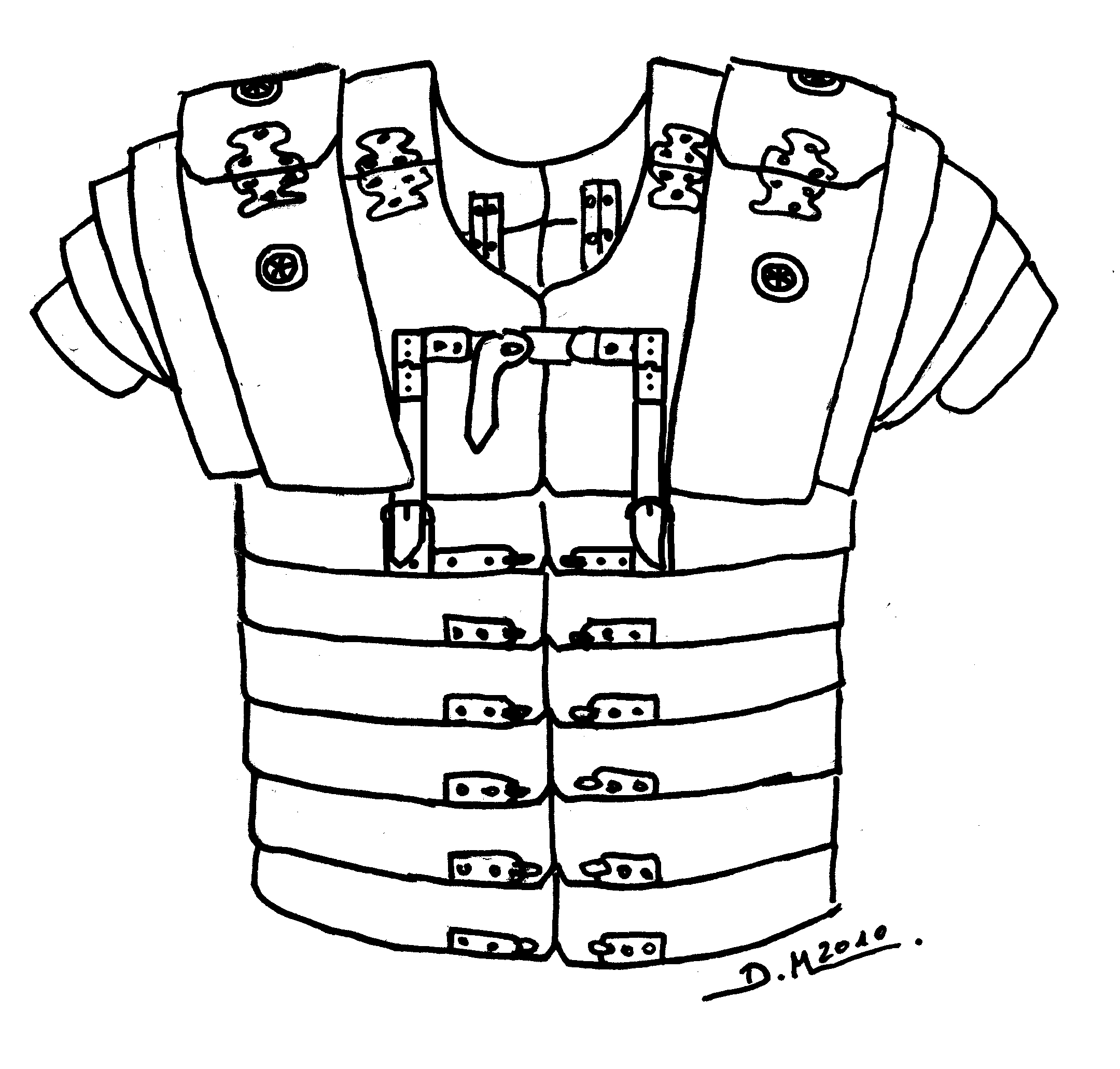
Лорика сегментата «корбриджського» типу
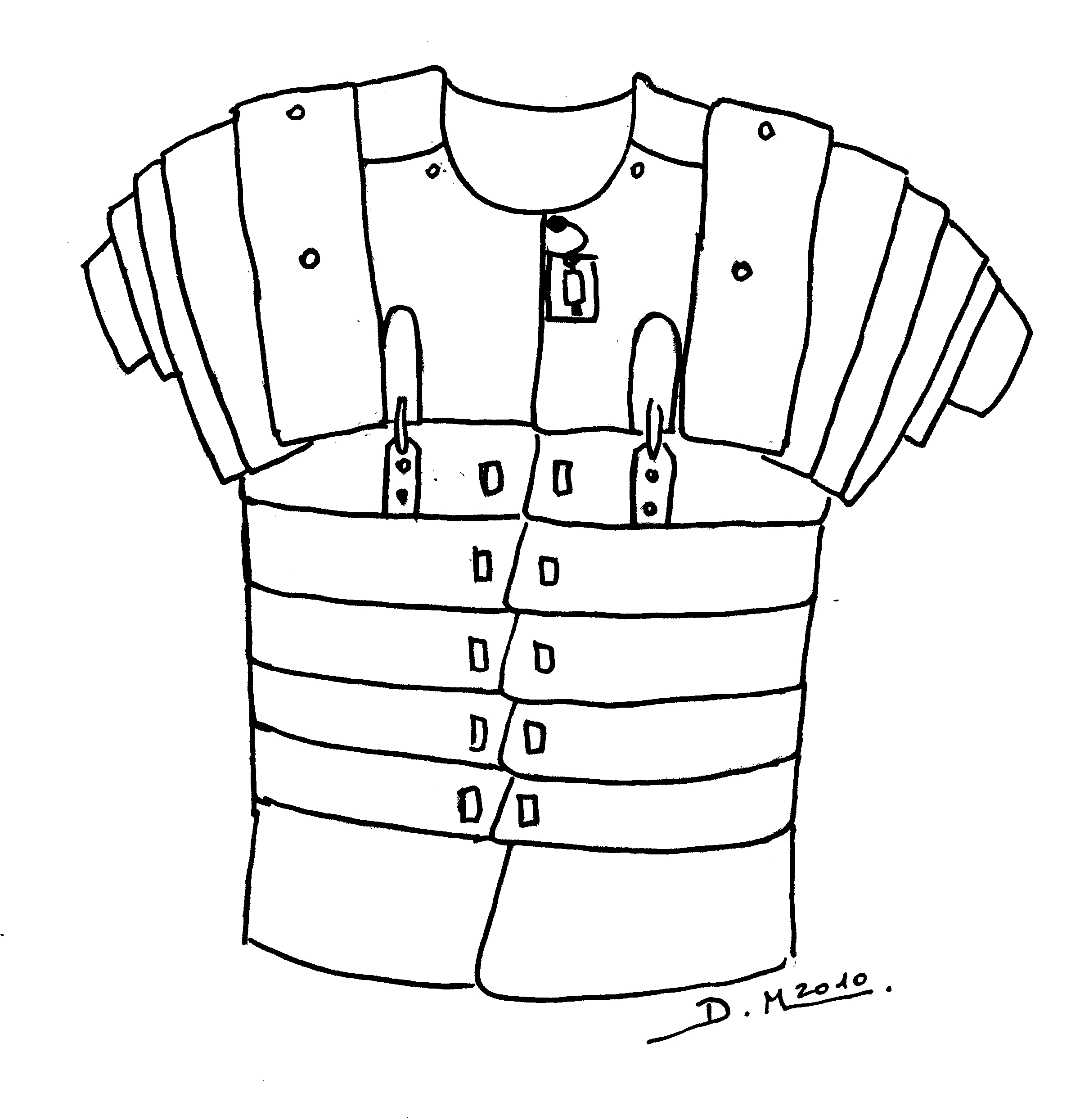
Лорика сегментата «н'юстідського» типу
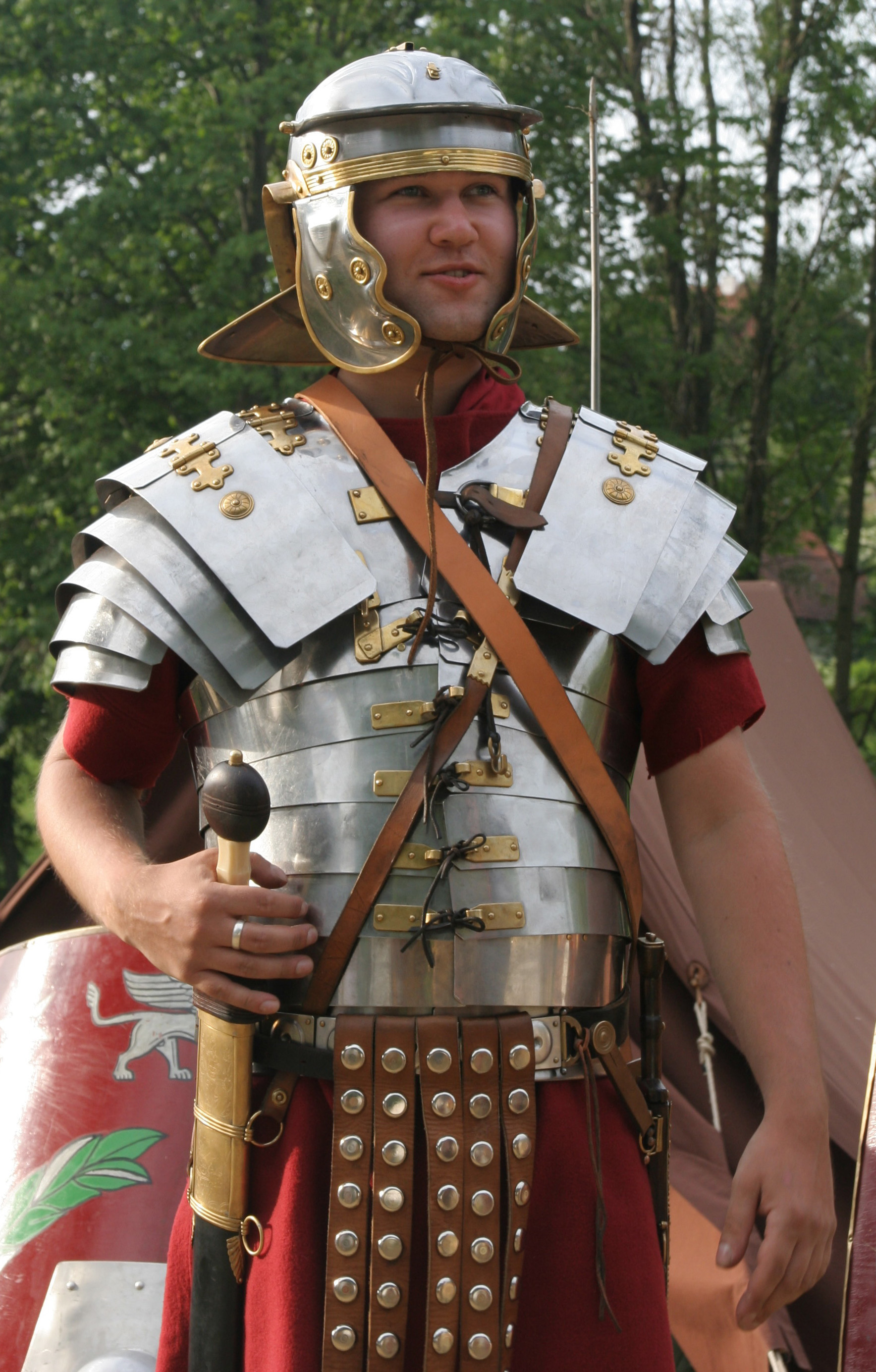
Римський легіонер у лорика сегментата. Сучасна реконструкція
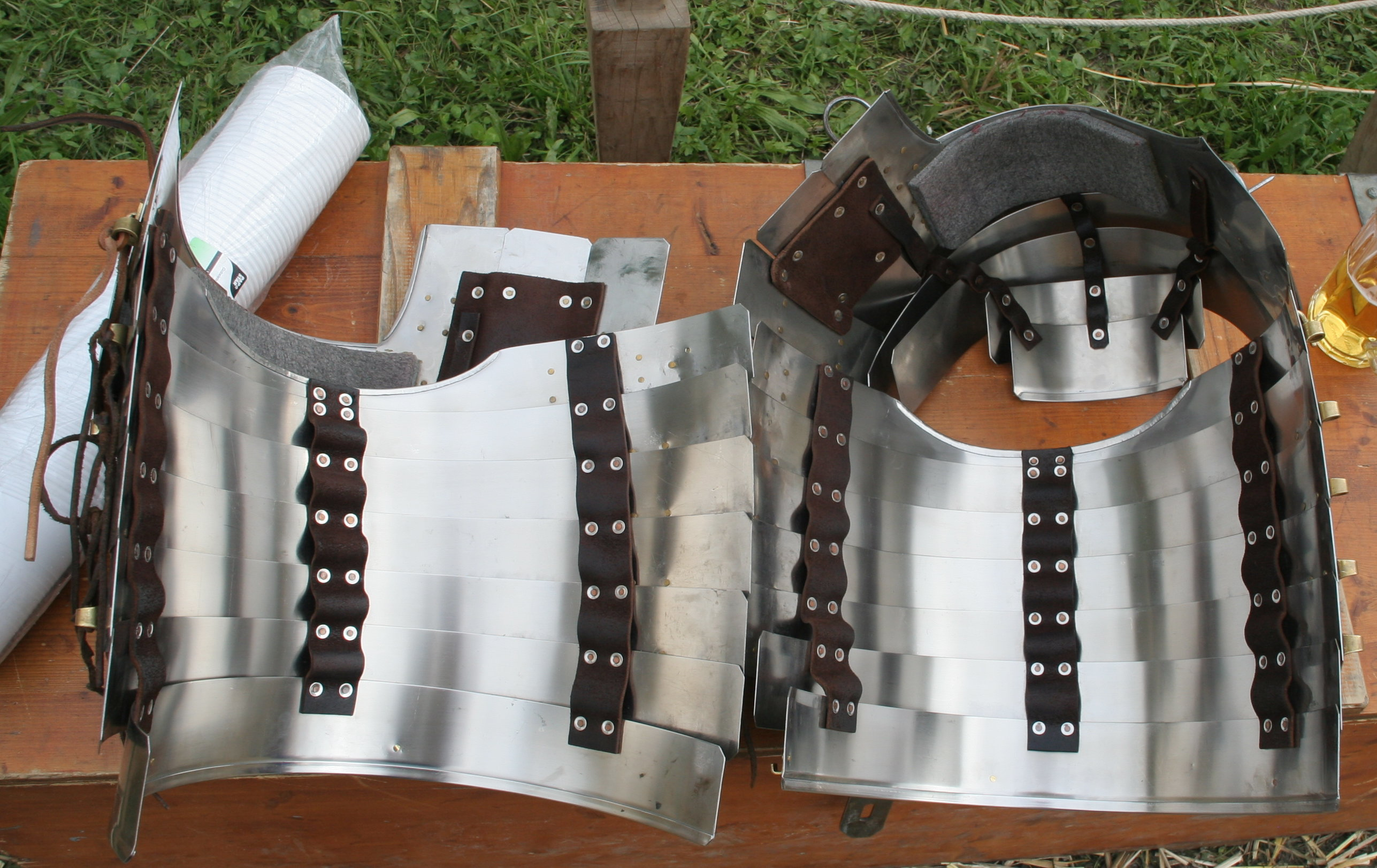
Лорика сегментата зсередини
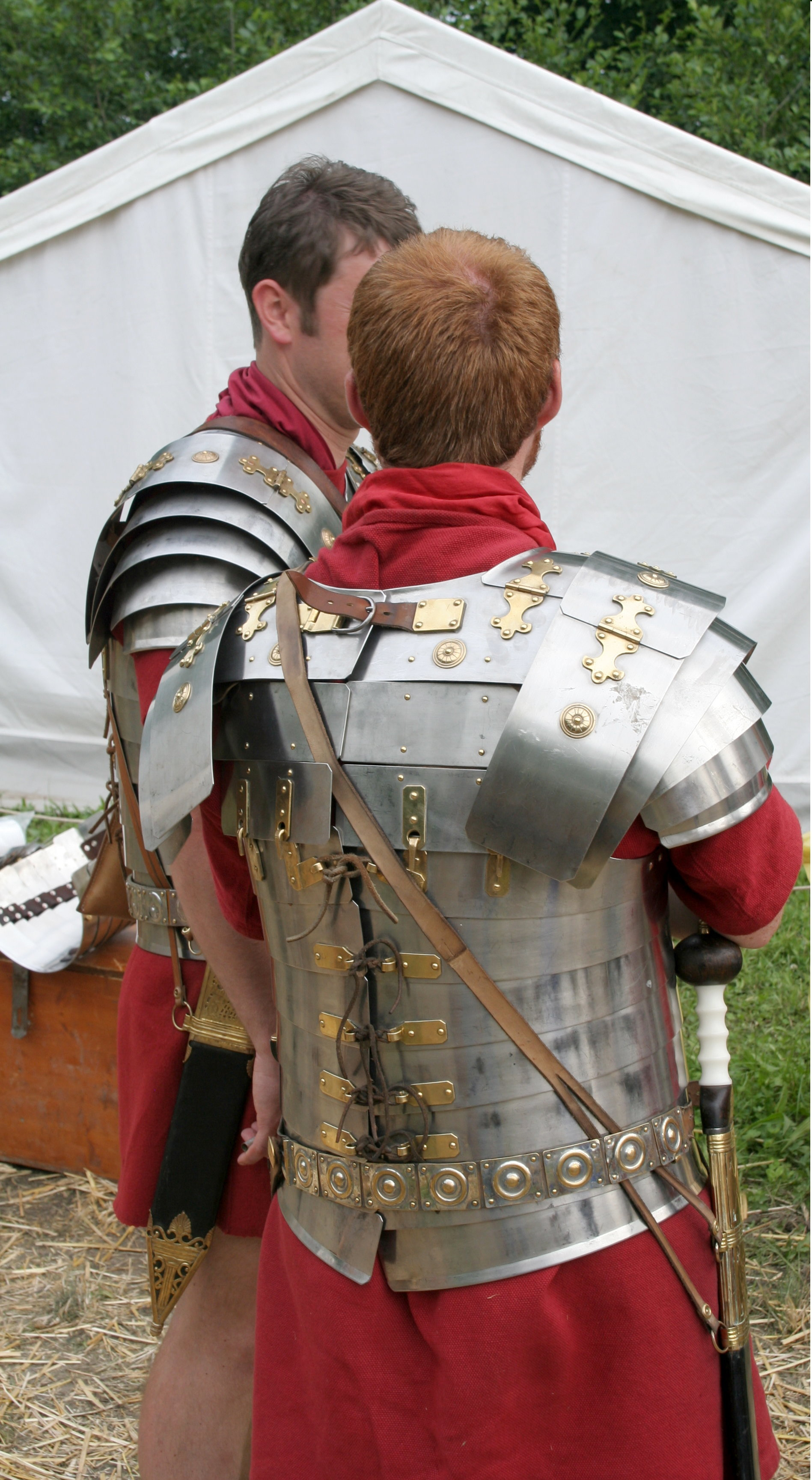
Лорика сегментата зі спини
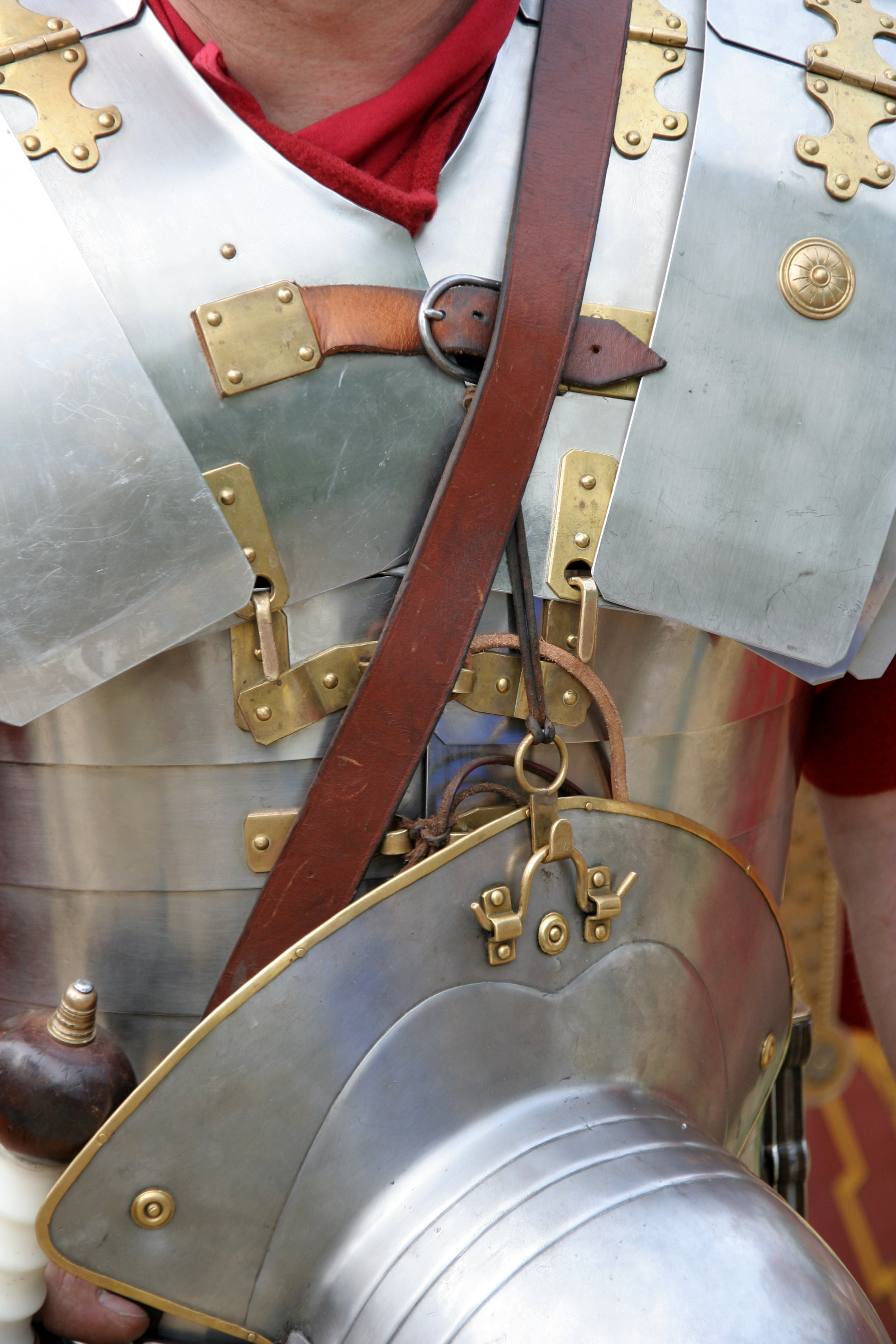
Лорика сегментата спереду